# Anderbergia epaleata
Anderbergia epaleata là một loài thực vật có hoa trong họ Cúc. Loài này được (Hilliard & B.L.Burtt) B.Nord. mô tả khoa học đầu tiên năm 1996.